# Javier Moreno (escritor)
Javier Moreno (La Cueva Monteagudo, Murcia, España; 1972) es un escritor, poeta, crítico literario y profesor de matemáticas de instituto español.
Es autor de novelas como: Buscando Batería (Bartleby, 1999), La Hermogeníada (Aladeriva, 2006), Click (Candaya, 2008; Nuevo Talento FNAC) y Alma (Lengua de Trapo, 2011), así como del libro de relatos Atractores extraños (InÉditor, 2010). 
Ha sido galardonado con el Premio Nacional Fundación Cultural Miguel Hernández (Cortes publicitarios, Devenir, 2006) y con el Premio Internacional de Poesía Joven La Garúa (Acabado en diamante, La Garúa, 2009).
Ejerce la crítica literaria en Deriva, Revista de letras y en Quimera.

## Obras
Novelas
- Buscando Batería. Bartleby, 1999
- La Hermogeníada. Aladeriva, 2006
- Click. Candaya, 2008
- Acabado en diamante. La Garúa, 2009
- Renacimiento. Icaria, 2009
- Alma. Lengua de Trapo, 2011
- 2020. Lengua de Trapo, 2013
- Acontecimiento. Salto de Página, 2013
- Null island. Candaya Narrativa, 2019

Antologías
- Atractores extraños. InEditor, 2010
- Un paseo por la desgracia ajena. Salto de Página, 2017

Poesía
- Cortes publicitarios. Devenir, 2006
- Acabado en diamante. La Garúa, 2009

Obras de teatro
- La balsa de Medusa (Espacio escénico DT, Madrid, 2007)

## Estudios críticos sobre J. Moreno
- MORA, Vicente Luis: La luz nueva. Berenice, 2007.
- RODRÍGUEZ-GAONA, Martín: Mejorando lo presente. Poesía española última: Posmodernidad, humanismo y redes. Caballo de Troya, 2010.

- Datos: Q5928016